# Hormiguero, Veracruz
Hormiguero är en ort i Mexiko.   Den ligger i kommunen Tamiahua och delstaten Veracruz, i den sydöstra delen av landet, 270 km nordost om huvudstaden Mexico City. Hormiguero ligger 9 meter över havet och antalet invånare är 154.
Terrängen runt Hormiguero är platt. Runt Hormiguero är det glesbefolkat, med 10 invånare per kvadratkilometer. Närmaste större samhälle är Naranjos, 14,2 km väster om Hormiguero. 